# Paniek in de Confettifabriek (televisieserie)
De Club van Sinterklaas: Paniek in de Confettifabriek is het zevende seizoen van De Club van Sinterklaas. Dit seizoen bestond uit 27 afleveringen, die werden uitgezonden tussen 30 oktober en 5 december 2006. Het volledige seizoen tot dan toe werd herhaald op 2 en 3 december. De serie werd in 2010 herhaald. Ook in 2014 is de serie opnieuw op televisie te zien, ditmaal bij RTL Telekids met vernieuwde intromuziek. Er werd eerder al nieuwe intromuziek toegevoegd aan De jacht op het Kasteel in 2013.

## Verhaal
Sinterklaas vraagt Kleurpiet, een Piet die blijkbaar al eerder in dienst van de Sint was, terug te komen van een kunstacademie. Sinterklaas heeft een belangrijke opdracht voor hem. Ook lijken er grote problemen te ontstaan in de Club rond het vertrek van Wegwijspiet vorig jaar.
Als de Kleurpiet, na een paar obstakels, eindelijk aankomt op het kasteel, worden de tekeningen van de kinderen voor Sinterklaas gestolen. 'Chef' Stans H. Snipper, eigenaar van een confettifabriek, heeft de tekeningen nodig omdat zijn bedrijf failliet is gegaan. Als Testpiet wordt ontvoerd, komt Profpiet in een depressie doordat zijn brein is "opgedroogd". De Club van Sinterklaas moet ervoor zorgen alle tekeningen en Testpiet terug te krijgen. Ondertussen proberen ze het geheim te houden voor Sinterklaas. Testpiet stelt voor om de vrachtwagen te vinden. Hoge Hoogte Piet stelt voor om dat zelf te doen, omdat hij de vrachtwagen als enige heeft gezien. Coole Piet gaat met hem mee. Ondertussen is de reis naar Nederland in volle gang. Ze zien de boot vertrekken en nu proberen ze hun eigen weg naar Nederland te vinden, maar dat is niet zo makkelijk als je zo'n grote reis voor de boeg hebt. Op een nacht hebben ze de boeven weer gevonden en de tekeningen die uit het kasteel gestolen zijn. Als ze de volgende morgen horen dat de boeven naar Nederland vertrekken, besluiten ze om met de boeven mee te gaan en om in Nederland de politie te waarschuwen. Kleurpiet is in die tijd bezig met het schilderen van de Pieten, als een cadeau voor Sinterklaas. Maar onderweg komen Coole Piet en Hoge Hoogte piet erachter dat er niet twee boeven zijn, maar drie. Op de boot is Kleurpiet van plan om Coole Piet te schilderen en vraagt Testpiet of zij hem wil halen. Maar dan komen ze erachter dat Coole Piet niet aan boord is en Profpiet komt erachter dat Hoge Hoogte Piet er niet is... Dus de Pieten zoeken de hele boot af en vinden hen niet. Ze weten niet dat de twee nog steeds achter de boeven aan zit. Maar als Hoge Hoogte Piet moet plassen, raken ze ook nog de boeven kwijt. Maar ze zijn al vlak bij Nederland. Ondertussen zijn de Pieten ook in Nederland aangekomen, maar ze maken nog steeds zorgen over Coole Piet em Hoge Hoogte Piet, maar die zijn nadat Coole Piet Hoge Hoogte Piet uit de sloot heeft gered, naar de politie gegaan. En even later komen ze op het kasteel aan, en hebben niet in de gaten dat Map en Mo in de grote tuin zitten te wachten tot de volgende morgen want ze willen wachten tot de postbode geweest is en dat ze de zakken met tekeningen kunnen meenemen.

## Rolverdeling
- Sinterklaas - Bram van der Vlugt
- Coole Piet - Harold Verwoert
- Testpiet - Beryl van Praag
- Hoge Hoogte Piet - Tim de Zwart
- Kleurpiet - Martijn Oversteegen
- Hulppiet - Titus Boonstra
- Profpiet - Piet van der Pas
- Muziekpiet - Wim Schluter
- 'Chef' Stans H. Snipper - Hidde Maas
- Map - Elmar Düren
- Mo - Horace Cohen

## Trivia
Map en Mo komen op het Feest van Sinterklaas stiekem binnen als de toneelmeesters, om tekeningen te stelen. Dat Lukt! Bobbie roept dan op de intercom dat er nog 7000 tekeningen liggen. Map en Mom rennen het podium op en Ernst en Bobbie bonden de twee vast met een touw. en werden afgevoerd naar de gevangenis. De serie gaat daarna verder met het verhaal waarna alle boeven en ook de baas Snipper wordt later opgepakt.

## Titelsong
De titelsong van dit seizoen is Paniek in de confettifabriek, gezongen door Coole Piet (Harold Verwoert). Ook dit seizoen is er een zelfstandige videoclip van de titelsong die alleen te zien is buiten de afleveringen, namelijk tijdens reclameblokken op zender Jetix en clipzenders en -programma's als TMF. De tuinen van het kasteel van Sinterklaas zijn opnamelocatie en Pietendanseressen sieren het filmpje weer met dansmanoeuvres. De titelsong is uitgebracht op single, cd-album De Liedjes van De Club van Sinterklaas: De Hits van 2006 en heruitgebracht op De Liedjes van De Club van Sinterklaas: De Hits van 2007 en op compilatiealbum Het Beste van De Club van Sinterklaas 2009.